# Michael Conrad
Michael Conrad, född 16 oktober 1925 i New York City, New York, död 22 november 1983 i Los Angeles, Kalifornien, var en amerikansk skådespelare.

## Biografi
Han är troligen mest känd för sin roll som Sergeant Phil Esterhaus i TV-serien Spanarna på Hill Street. Han förekom även i andra kända serier, till exempel Familjen Macahan (där han i några avsnitt spelade den lömske sheriffen Russell.

## Teater

### Roller
| År   | Roll              | Produktion            | Regi           | Teater                          |
| ---- | ----------------- | --------------------- | -------------- | ------------------------------- |
| 1955 | En munk En soldat | The Lark Jean Anouilh | Joseph Anthony | Longacre Theatre, New York, USA |